# لازار موجسوف
لازار موجسوف (مقدونی: Лазар Мојсов؛ ۱۹ دسامبر ۱۹۲۰ – ۲۵ اوت ۲۰۱۱) روزنامه‌نگار، سیاستمدار کمونیست و دیپلمات اهل جمهوری فدرال سوسیالیستی یوگسلاوی بود.